# Ихмальян, Жак Гарбисович
Жак Ихмальян (тур. Jak Ihmalyan)(30 июня 1922 — 1 апреля 1978 год) — армянский советский художник, в работах которого преобладали восточные мотивы.

## Биография
Художник писал о себе:
Я родился и вырос в Стамбуле, однако мои отец и мать родом из Анатолии, поэтому я вобрал в себя и эту культуру. В мою городскую жизнь всегда вплетались анатолийские традиции и обычаи, и Анатолия совсем не кажется мне чужой.
Он получил первоначальное образование в частном французском католическом лицее, а затем художественное в стамбульской Академии изящных искусств.
В молодые годы художник присоединился к левому движению, был арестован и несколько лет провёл в тюрьмах. По освобождении в 1949 г. Жак Ихмальян эмигрировал из Турции. Побывал во многих странах мира, в том числе Сирии, Ливане, Польше, в течение трёх лет жил и работал в Китае.
С 1961 г. Ихмальян поселился в Москве, где стал преподавать турецкий язык и литературу в Институте стран Азии и Африки (ИСАА, бывший ИВЯ) при МГУ. В 1974 году — стал членом Союза художников СССР.
Жак Ихмальян скончался 1 апреля 1978 г. в Москве, похоронен в Ереване.

## Творчество
Где бы художник ни находился, он никогда не порывал духовных связей со своей родиной, до конца жизни в его творчестве, прослеживались «анатолийские» мотивы. Наряду с традициями средневековой армянской книжной миниатюры и портретной живописи, православного и католического сакрального искусства на творчество художника оказали влияние и новаторские достижения французских импрессионистов и фовистов. Угадывается любовь к Пикассо и особенно Матиссу. Художника связывала многолетняя дружба с известным турецким писателем и поэтом Назымом Хикметом. На одной из своих оформленных Ихмальяном книг Назым Хикмет написал: «В один прекрасный день я напишу стихи, которые будут достойны твоих рисунков». Художественное наследие Жака Ихмальяна велико: это — живопись, графика, книжные иллюстрации и выжигание по дереву. Произведения Ихмальяна представлены в крупнейших музеях России и Армении.

## Отзывы современников
Я думаю, что Жак Ихмальян в своих лучших произведениях — большой художник современности, мастер, умевший многое видеть и многое воплощать. Он открывал сокровенные глубины жизни. Творчество Жака Ихмальяна еще найдет много ценителей, еще обретет заслуженную славу. Ибо в нем есть воплощение большой доброты и человечности, благородства и романтической мечты.
Картины Жака Ихмальяна… В них — душевность, взволнованность каждого прикосновения к холсту, та особая трепетность, которая не может быть воспитана ни одной академией мира. И, к слову сказать, можно ли научить силе поэтического чувства, и какая же «школа» способна вдохнуть в художника полыхающий огонь творчества? Любовь к родине, невыразимая нежность и ласка к человеку, к природе, к синему небу и зеленой земле — именно такая любовь наполняет произведения Жака Ихмальяна.
Только об одной грани своего таланта Жак Ихмальян никогда не говорил. Он был поэт. Это чувствовалось при взгляде на его картины. Поэзия разлита по ткани его холстов. Но она находила выход и в прямых словесных формах. Из-за его скромности стихи мудреца и мечтателя, романтика и философа опубликованы впервые лишь в каталоге 1979 года. А ведь это жемчужины! Даже в переводе они доносят дыхание его души, напряжённую работу мысли, преодолевающей, казалось бы, непримиримое.
Дорогой Жак, мой младший армянский брат, родился в Турции, и будучи сыном Анатолии, он впитал весь сплав культурного наследия хеттов, римлян, сельджуков, армян, византийцев, османов. Благословенная турецкая земля является наследницей всех этих цивилизаций. А Жак — сын этой земли. Отсюда его сердечное богатство.